# 杨海蓉
杨海蓉（1985年1月—），甘肃肃南人，裕固族，无党派人士。中华人民共和国政治人物、第十三届全国人民代表大会甘肃省代表。

## 生平
2018年，杨海蓉被选为甘肃省出席第十三届全国人民代表大会代表。